# Nansze
Nansze – sumeryjska bogini mórz i rybołówstwa morskiego, wiązana również z wróżbiarstwem i wyjaśnianiem snów. Córka boga Enki, małżonka boga Nindary. Głównym ośrodkiem jej kultu było miasto Siraran w mieście-państwie Lagasz.